# Patrick Trotignon
Pour les articles homonymes, voir Trotignon.
Patrick Trotignon est un homme d'affaires français né le 23 mars 1954 à Saint-Amand-Montrond. Il a dirigé plusieurs clubs de football en Europe.
Trotignon a fait partie des équipes dirigeantes du Servette Football Club 1890 à Genève, de la Berrichonne de Châteauroux (avec Michel Denisot), du Paris Football Club. Il est surtout célèbre pour avoir été, de 2008 à 2013, le président de l'Évian Thonon Gaillard Football Club, club de première division française. Depuis 2017, il participe à faire renaître le football professionnel dans la région d'Évian, au sein de Thonon Evian Grand Genève FC et de l’International Center of European Football.

## Biographie

### Jeunesse, études et carrière dans l'armement
Patrick Trotignon grandit dans le village de Dun-sur-Auron (département du Cher). Passionné de football, il joue régulièrement avec ses amis du village. À 17 ans il intègre les équipes de jeunes de La Berrichonne de Châteauroux et fait même par la suite quelques apparitions dans l'équipe réserve.
Suivant ses études à Vierzon, il obtient un Diplôme universitaire de technologie en gestion des entreprises et des administrations. Il va ensuite travailler dans l'industrie de l'armement, d'abord  à Bourges au sein l'Établissement militaire au sein du département de pyrotechnie. Il rejoint ensuite l'école de formation du GIAT en tant que responsable des stages de formation continue.

### Débuts au FC Bourges (années 1980)
C'est à cette époque qu'il rejoint le FC Bourges. Il y joue là aussi avec l'équipe réserve et fait même quelques apparitions ave l'équipe première qui évolue en championnat de France de Division 4. Il passe ensuite les diplômes d'éducateur jusqu'au tronc commun du BE2, ce qui lui permet de devenir l'adjoint de Roger Pouillot qui s'occupe alors des cadets nationaux, alors que l'équipe première, entraînée par Alain Michel, évolue au même moment en deuxième division,,.
En 1988, le président Michel Coudray fait appel à lui pour assurer l'intérim au poste de secrétaire général du club, en remplacement de Christian Proust,,.

### Structuratrion de La Berrichonne de Châteauroux (1989-1997)
Le 1er avril 1989, un match de troisième division oppose, au Stade Séraucourt de Bourges, le Football Club de Bourges au club voisin de La Berrichonne de Châteauroux. L'animateur de télévision Michel Denisot, alors vice-président de la Berrichonne auprès de Claude Jamet, est présent et fait part à Trotignon de son intention de structurer son club, accompagné dans cette tâche par Hervé Brossard. Les deux hommes font ensuite plus ample connaissance lors d'un rendez-vous quelque temps plus tard dans le bureau de Denisot à Canal+. Celui-ci propose alors à Trotignon un poste de manager de la Berrichonne, qu'il va accepter, malgré la situation alors difficile du club berrichon qui peine à se maintenir en troisième division,,.
Une des principales réalisations de Patrick Trotignon à Châteauroux, outre sa participation à la remontée du club en D2, puis à sa promotion en première division à la fin de la saison 1996-1997, est la création en 1993 du centre de formation, puis son développement. Celui-ci accueille notamment à cette époque le futur international français Florent Malouda.

### Passage par Genève (1997-2002)

#### Tentative de structuration
En janvier 1997, sous l'impulsion de Michel Denisot et de Daniel Roux, membre du comité du Servette Football Club, le Groupe Canal+, alors propriétaire du Paris Saint-Germain Football Club, rachète le club genevois à l'homme d'affaires Paul-Annik Weiller, qui avait sauvé le club de la faillite deux ans et demi plus tôt. À la demande de Michel Denisot, Patrick Trotignon devient alors manager général du club suisse, auprès de Christian Hervé, nommé président.  Trotignon, bras droit de Denisot, déclare alors : « Jusqu'[ici], on avait décidé que la priorité serait donnée à Châteauroux. Mais dès [maintenant], on va inverser tout ça ». Concernant l'évolution de sa propre carrière, il considère que « pour [se] construire il fallait partir un jour où l'autre du Berry pour élargir [ses] compétences »,,,.
Comme il l'avait fait à Châteauroux, Trotignon va s'investir dans la structuration du club. Il lance le chantier du Stade de la Praille et favorise l'éclosion du Centre de Formation. Il a pour mission d'atteindre les objectifs fixés par Canal +, à savoir être champion et devenir une grande équipe au niveau européen, quitte à se séparer rapidement de certains entraîneurs ou joueurs, comme Guy Mathez, limogé après une journée de championnat et remplacé par Gérard Castella. Sous les ordres de ce dernier, l'équipe finit championne. À l'époque, Trotignon envisage un temps partir au Stade rennais football club, mais il ne reste finalement que deux jours dans le club breton.
L'année suivante, le Servette connaît une mauvaise phase. Castella est limogé en octobre en raison du mauvais début de saison (éliminations en Coupes d'Europe et défaites en championnat) et remplacé par René Exbrayat. Pierre Lescure (alors administrateur du club genevois, en tant que PDG de Canal +) quitte le club et est remplacé par le journaliste sportif Thierry Gilardi, intéressé par le poste de président. Enfin, Didier Piguet, sulfureux actionnaire et sponsor du club s'oppose au président Christian Hervé et finit par quitter (temporairement) le club. Canal + va ainsi progressivement se désengager. À l'intersaison, Trotignon et Hervé décident d'un nouveau changement d'entraîneur pour tout de même essayer de redresser la situation, avec le retour à Genève de l'entraîneur Lucien Favre. Le Servette remporte un nouveau trophée en fin de saison, la coupe de Suisse 2001.
L'année suivante, l'équipe va jusqu'en huitième de final de la coupe de l'UEFA, éliminé par le Valence CF, mais Canal + est toujours très critiqué par les médias suisses. Après, deux tentatives de reprises (d'abord avec le retour de Piguet qui rachète 36 % des parts du club à Canal + en août 2001, ensuite contraint de céder ses parts à l'homme d'affaires français Michel Coencas à la suite de révélations sur sa vie privée par les médias), Canal + s'éloigne définitivement et Trotignon quitte le club en fin de saison.
Patrick Trotignon est alors rappelé (avec Michel Denisot) à Châteauroux par le président de l'époque Thierry Sanselme au moment où la Berrichonne connaît quelques difficultés financières.

#### Affaire du transfert d'Eduardo Tuzzio à l'Olympique de Marseille
Le passage de Patrick Trotignon au Servette FC est marqué par l'affaire du transfert d'Eduardo Tuzzio à l'Olympique de Marseille, dont le procès a lieu en mars 2007, puis en appel en mai 2008.
Le 26 juin 2001, le club de la cité phocéenne engage pour quatre ans le joueur argentin, libre de tout engagement, pour un prix de transfert de 15 300 000 de francs (2,2 millions d'euros). Le joueur est présenté par le direcetur sportif d'alors, Bernard Tapie, comme une future star de l'OM, mais, sous prétexte, de la règle qui limite le nombre de joueurs extra-européens dans les clubs français, il est revendu au Servette FC, alors présidé par Michel Coencas, proche de Tapie, le 19 juillet, d’abord au prix de 2 600 000 de dollars, ensuite revu à 5 200 000 de dollars. Les 2 millions de dollars arriveront sur un comte du joueur dans une banque new-yorkaise six mois après,,,.
Quelques jours plus tard, le 25 juillet 2001, l'OM ayant libéré un autre joueur étranger, rachète Tuzzio pour la somme de 42,6 millions de francs (6,2 millions d'euros). Le lendemain de ce rachat, Frank Lebœuf signe à son tour à Marseille, acceptant de rejoindre le club phocéen en vertu d'un accord verbal passé avec Tapie. Selon leurs dires au moment de l'enquête qui épluchera cette affaire quelques années plus tard, les deux hommes ont alors convenu d'un salaire de 500 000 francs (76 000 euros) auquel devait s'ajouter une rémunération complémentaire de 10 millions de francs (1,52 million d'euros). Et c'est la somme générée de manière artificielle par le transfert de Tuzzio vers l'OM depuis le Servette, soit environ 7 millions d'euros au total, qui devait servir à rétribuer Frank Leboeuf,,,.
Selon Renaud Belnet, l'avocat de Robert Louis-Dreyfus, propriétaire de l'OM de l'époque, le Servette a donc réalisé une opération de portage pour l'OM, prenant au passage une commission de 4 millions de francs (609 000 euros), le reste bénéficiant à une série d'intermédiaires dont Patrick Trotignon, manager du club genevois, est alors accusé de faire partie, tout comme le président Christian Hervé. De plus, Leboeuf indique ne pas avoir perçu les 10 millions promis, mais simplement 3 millions de francs, versés sur un compte ouvert au Luxembourg, alors qu'Hector Bragas, agent argentin propriétaire à 50 % de Tuzzio, affirme quant à lui avoir remis 10 millions de francs en espèce à l'agent de Frank Leboeuf, après les voir retirés d'un compte ouvert à son nom à Genève,,,.
À l'issue de l'enquête et du jugement, Patrick Trotignon est relaxé en première instance, puis à la suite de l'appel du parquet ils confirmeront, outre la relaxe de Trotignon, les peines à l'encontre des sept prévenus : Leboeuf, Gilbert Sau, agent de joueurs, Tuzzio, Pierre Dubiton, le directeur financier de l'OM à l'époque, et Hector Bragas, l'agent argentin.

### Conseiller de différents clubs en France et en Russie (2014-2016)
Après son départ d'Évian, Trotignon effectue un court passage au Grenoble Foot 38 où il participe à re-structurer le club. Ne souhaitant pas s'investir davantage à Grenoble, il rejoint le Paris Football Club où un poste de directeur général lui est proposé. Ne souhaitant pas non plus s'installer à Paris, il préférera assurer des missions pour le président Pierre Ferracci dans les secteurs du recrutement pour l'effectif professionnel et la recherche de partenaires financiers.
En octobre 2016, il part pour la Russie et occupe les mêmes fonctions pour le Rubin Kazan qui évolue dans le championnat de première division du pays.

### Retour à Évian (2017-2021)
En septembre 2017, Trotignon fait son retour à Évian en souhaitant faire renaître un club de football ambitieux dans la région. Par le biais de Phil Collins et Oriane Collins, ex-femme de ce dernier qui avait travaillé avec Trotignon au Servette de Genève, celui-ci convainc le millionnaire Ravy Truchot de financer une académie de football installée sur les lieux du centre d'entraînement de l'ETG,. L'académie, nommée International Center of European Football, ouvre en septembre 2018 et s'adresse en particulier à des jeunes footballeurs internationaux, notamment américains, Truchot étant déjà le propriétaire du FC Miami City et de la PSG Academy de Floride.
Truchot et Trotignon prennent également part au nouveau départ de l'ETG, en s'impliquant dans le club amateur à qui ont été transférés ses droits sportifs, le Thonon Evian Grand Genève FC qui aligne une équipe première dans le championnat de Régional 2 de la Ligue Rhône-Alpes de football, soit le huitième niveau national. Truchot aide à financer son budget de 850 000 euros et Trotignon devient vice-président,.

### Retour à Châteauroux (depuis 2021)
Le 9 mars, le rachat de La Berrichonne de Châteauroux est officialisé par le groupe Manchester United dirigé par le Saoudien Abdullah bin Mosaad. Le nouveau propriétaire nomme directement Michel Denisot au poste de président qui lui-même fait appel à Patrick Trotignon en tant que directeur général. Le club qui évolue en Ligue 2 est relégable au moment du rachat. Il est relégué en National la saison suivante.

## Carrière dans le football
- années 1970 :  La Berrichonne de Châteauroux : joueur dans les équipes de jeunes puis dans la réserve
- années 1980 :   FC Bourges
  - début des années 1980 : joueur puis entraineur des équipes de jeunes
  - 1988 - 1989 : secrétaire général
- 1989 - 1997 :  La Berrichonne de Châteauroux : manager général
- 1997 - 2002 :  Servette Football Club 1890 : manager général
- 2002 - 2008 :  La Berrichonne de Châteauroux
  - 2002 - 2005 : président délégué
  - 2005 - 2008 : manager général
- 2008 - décembre 2013 :  Évian Thonon Gaillard Football Club : président
- janvier 2014 - juin 2015 :  Grenoble Foot 38
  - janvier - juin 2014 : administrateur
  - juin 2014 - juin 2015 : conseiller
- juin 2014 - octobre 2016 :  Paris Football Club : conseiller
- octobre 2016 - juillet 2017 :  Rubin Kazan : conseiller
- octobre 2017-mars 2021 :  International Center of European Football : président
- octobre 2017-mars 2021 :  Thonon Evian Grand Genève Football Club
  - octobre 2017 - juin 2018 : conseiller
  - juin 2018-2020 : vice-président
  - 2020-mars 2021 : président
- depuis mars 2021 :  La Berrichonne de Châteauroux : directeur général